# 𨦡鹽
盐也称为“氧盐”，是指所有含三价氧的化合物，对应的正离子称为“正离子”。最简单的离子是水合氢离子（H3O+）。其他常见的盐还有有机化学中羰基、醚和醇的质子化或烷基化产物，即R-C=O+(-R)-R'、R-O+(-R)-R'，与正电荷在碳上的R-C+-O-R'结构共振，比较稳定。
根据相连烃基数的不同，盐还可分为二级盐和三级盐，例子有：醚与三氟化硼反应得到的(R2O+)(BF3−)。，以及进一步反应得到的(R2O+-R')(BF4−)。后者易分解出烷基正离子，是常用的烷基化试剂，如用作乙基化反应的三乙基氧四氟硼酸（(Et3O+)(BF4−)）。
|                    |                      |                        |                            |
| 正离子的三角锥结构 | 三甲基正离子的骨架式 | 三甲基正离子的球棍模型 | 三甲基正离子的空间填充模型 |

𨦡鹽阴离子的亲核性需要较低，如氟硼酸根、六氯合锑(V)酸根或苦味酸根等。试图制备𨦡鹽的碘化物只能得到相应的碘代烃。
醇在酸性介质中质子化形成的R-O+H2中的-O+H2基很容易离去，得到电子生成水分子。